# Euphorbia croizatii
Euphorbia croizatii är en törelväxtart som beskrevs av Jacques Désiré Leandri. Euphorbia croizatii ingår i släktet törlar, och familjen törelväxter. IUCN kategoriserar arten globalt som starkt hotad. Inga underarter finns listade i Catalogue of Life.

## Bildgalleri

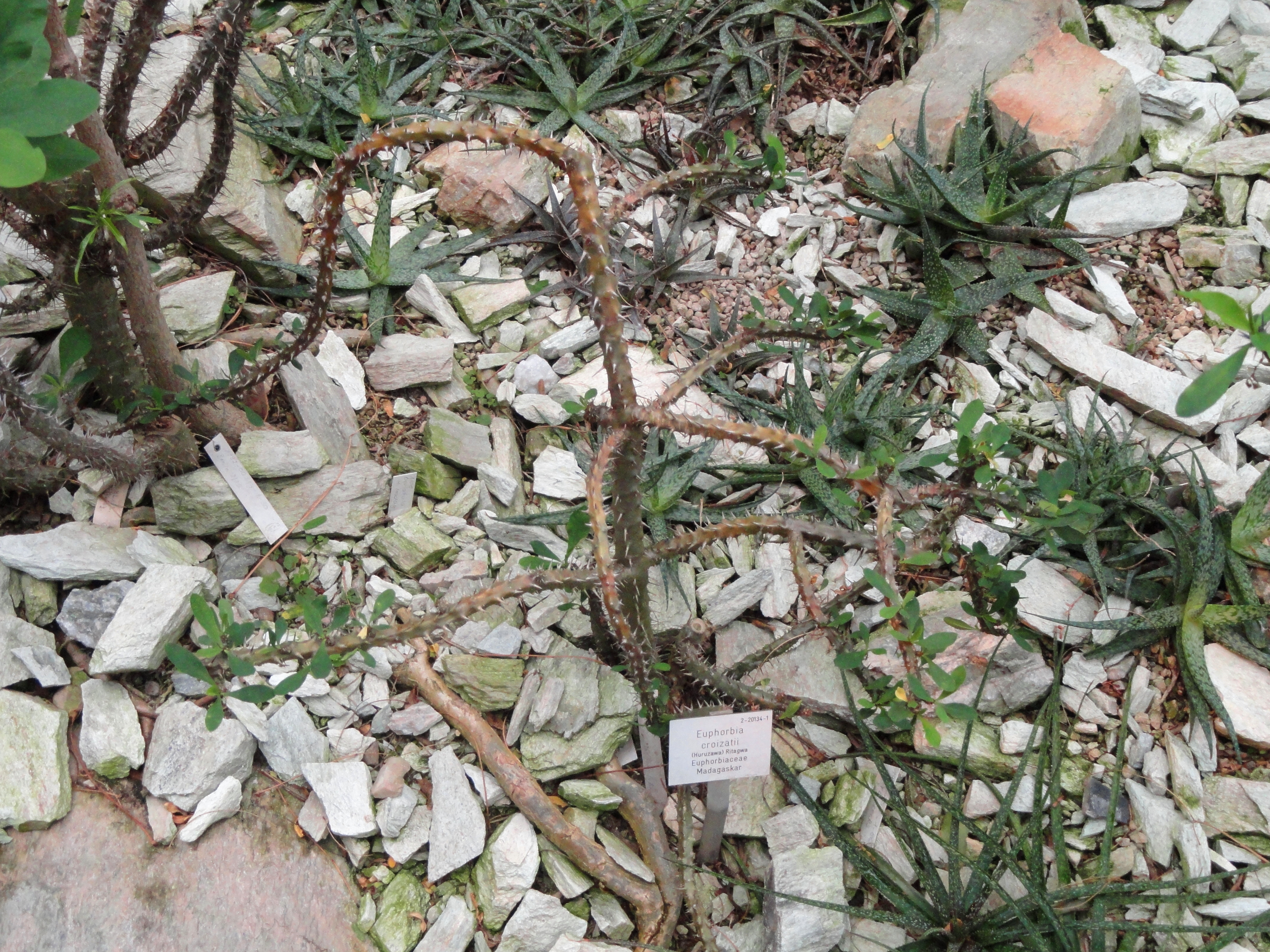